# コンピュータ・トゥ・フィルム

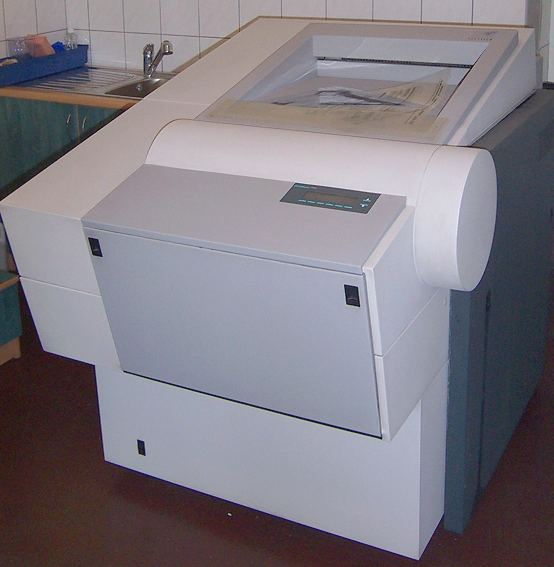
ScanViewフォトセッターDotMate5000

コンピュータ・トゥ・フィルム（Computer to Film、CTF）とは、印刷製版工程において、コンピュータからイメージセッターを介してフィルムに出力する工程である。

## 概要
印刷工程におけるデザインは通常、Adobe IllustratorやCorelDRAWで作成される他、AutoCAD、Inkscape、および他の多くのベクターベースのCAD、デザインおよびデスクトップパブリッシング（DTP）ソフトウェアパッケージでも作成可能である。
多色印刷の場合、画像は特色やCMYKプロセスカラーを表す複数のレイヤーに分割される。これは、デザイナーが手動で分割することも、イメージセッター自体のソフトウェアで分割することもできる。各色ごとに個別のフィルムと刷版（版、プレート）が作られる。1回の生産で12色以上使うこともあるが、1-6色が一般的である。

## 方法
イメージセッターから製版機に移されたフィルムは、感光性樹脂版の上に敷かれる。次に、版とフィルムが密着するように真空引きして、版を紫外線で露光する。次いで、版を溶媒溶液（通常は水）で洗浄し、未露光領域を洗い流してレリーフを残す。その後、乾燥させ、耐久性を高めるためにフィルムは使用せずに2回目の最終露光を行う。この版を、オフセット印刷機、輪転印刷機、またはフレキソ印刷機に取り付けて、製品を印刷する準備が整う。印刷版は、摩耗の徴候が見られるまでに10万回以上の印刷を行うことができ、その後は、元のフィルムから新しい版が作られる。  
ポリエステルフィルムの熱安定化技術の進歩により、新世代のレーザープリンター用フィルムは、多色印刷の際に優れた画像位置合わせと鮮明さを与える。  
印刷技術の進歩に伴い、コンピュータ・トゥ・フィルムは、より高度なコンピュータ・トゥ・プレート（Computer to Plate、CTP）技術に取って代わられている。